# Carbrunneria discalis
Carbrunneria discalis är en kackerlacksart som först beskrevs av Walker, F. 1868.  Carbrunneria discalis ingår i släktet Carbrunneria och familjen småkackerlackor. Inga underarter finns listade.